# Vithära
Vithära är ett skär i Åland (Finland). Det ligger i Skärgårdshavet och i kommunen Kökar i landskapet Åland, i den sydvästra delen av landet. Ön ligger omkring 73 kilometer öster om Mariehamn och omkring 220 kilometer väster om Helsingfors. Vithära ligger 10 meter över havet.
Öns area är 3,4 hektar och dess största längd är 290 meter i sydväst-nordöstlig riktning. Trakten är glest befolkad. Närmaste större samhälle är Kökar, 16,6 km nordväst om Vithära.